# Pawieł Artiemjew
Pawieł Artiemjewicz Artiemjew (ros. Павел Артемьевич Артемьев, ur. 17 grudnia?/29 grudnia 1897 we wsi Lisiczkino w guberni nowogrodzkiej, zm. 19 marca 1979 w Moskwie) – radziecki dowódca wojskowy i polityk, generał pułkownik.

## Życiorys
Rosjanin, od 1918 w Armii Czerwonej, uczestnik wojny domowej w Rosji, od 1920 członek RKP(b), 1925 ukończył Wyższą Szkołę Pograniczną. Zastępca komendanta Wojskowej Szkoły Pogranicznej, pomocnik szefa Jampolskiego Oddziału Pogranicznego ds. politycznych, dowódca pułku operacyjnego, komendant Szkoły Wojskowo-Politycznej w Nowo-Peterhofie, dowódca specjalnej dywizji NKWD ZSRR, 1938 ukończył Akademię Wojskową im. Frunzego w Moskwie. Od 15 lutego 1938 do 5 sierpnia 1940 komendant Szkoły Doskonalenia Kadry Dowódczej Ochrony Pogranicznej i Wewnętrznej NKWD w stopniu pułkownika, następnie kombryga, a od 4 czerwca 1940 generała porucznika. Od 5 sierpnia 1940 do lutego 1941 dowódca 1 Dywizji Specjalnego Przeznaczenia NKWD, od lutego do 26 czerwca 1941 szef Zarządu Wojsk Operacyjnych NKWD ZSRR, od 13 lipca 1941 do 1947 dowódca wojsk Moskiewskiego Okręgu Wojskowego, 22 stycznia 1942 awansowany na generała pułkownika, od 18 do 30 lipca 1941 dowódca frontu Możajskiej Linii Obrony, we wrześniu-październiku 1941 dowódca Moskiewskiego Frontu Rezerwowego, od 2 grudnia 1941 do 15 października 1943 dowódca Moskiewskiej Strefy Obrony, 1949–1953 dowódca wojsk Moskiewskiego Okręgu Wojskowego. 
Od 14 października 1952 do 14 lutego 1956 zastępca członka KC KPZR, od 1953 zastępca, później I zastępca dowódcy wojsk Uralskiego Okręgu Wojskowego, 1960 zwolniony ze służby. Deputowany do Rady Najwyższej ZSRR 2 i 3 kadencji. Pochowany na Cmentarzu Nowodziewiczym.

## Odznaczenia
- Order Lenina (dwukrotnie)
- Order Rewolucji Październikowej
- Order Czerwonego Sztandaru (trzykrotnie)
- Order Czerwonej Gwiazdy (dwukrotnie)

I wiele medali.